# Evair
Evair Aparecido Paulino (Ouro Fino, 21 de fevereiro de 1965) é um ex-futebolista brasileiro que atuava como centroavante. É considerado ídolo histórico do Palmeiras, onde marcou 126 gols e integra a lista dos dez maiores artilheiros da história do clube.
Também teve passagens importantes por Atalanta, da Itália, Yokohama Flügels, do Japão, e pelos brasileiros Vasco da Gama e Guarani.

## Biografia
Evair nasceu no distrito de Crisólia, em Ouro Fino, filho de uma família humilde do estado de Minas Gerais. Era torcedor do Santos FC na infância (vide entrevista ao Bola da Vez - ESPN em 02/05/17).

### Início da carreira
Em 1979 Evair fez um teste nas escolas do São Paulo, porém não foi aprovado e voltou para a sua cidade natal. Porém em 1980 ele teve outra oportunidade, agora no Guarani. Seu pai conhecia Rui Palomo, que tinha como cunhado Clóvis Cabrino, um dos diretores do Guarani, que poderia ajudá-lo a ingressar no futebol do clube de Campinas.
Ele foi aprovado e passou a morar em Campinas no alojamento do clube. Foi nesse período que Evair conheceu João Paulo, um dos seus principais companheiros. Os dois passaram juntos as dificuldades de morar longe da família numa cidade desconhecida. As dificuldades aumentaram quando o Guarani reduziu a ajuda de custo às categorias inferiores.

### A chegada aos profissionais
Mas as coisas começaram a melhorar quando em 1984 o então treinador Lori Sandri promoveu Evair aos profissionais. Essa mudança trouxe um novo desafio para o jovem jogador que mudou de posição em campo, passando a jogar como atacante, deixando a antiga posição de meio-campo. A sua estreia como profissional aconteceu contra a Internacional de Limeira num jogo válido por um torneio amistoso, a Copa Rayovac.
Após dois anos como profissional e jogando na nova posição, a sua carreira começou a subir. Durante o Campeonato Brasileiro de 1986 o jogador disputou o título de artilheiro da competição com Careca, perdendo no fim pela diferença de um gol.
Em 1987 foi convocado para a Seleção Brasileira que ganhou os Jogos Pan-Americanos de 1987. Em 1988 terminou o Campeonato Paulista como artilheiro (19 gols).

### Ida a Itália
Ele transferiu-se para a Itália para defender a Atalanta. Evair chegou ao clube nerazzurro em 1988, justamente após o acesso à Série A. A diretoria não poupou esforços para reforçar o time, que já contava com o sueco Glenn Strömberg, outro grande ídolo da torcida. Em 1989 fez grande dupla de ataque com o argentino Claudio Caniggia. Evair balançou as redes 30 vezes em 89 partidas, tendo sido o artilheiro da equipe nas temporadas de 1988–89 e 1990–91, além de muitas assistências a Caniggia. O jogador ficou por três anos até regressar ao Brasil, contratado pelo Palmeiras em 1991. Até hoje está no hall da fama do clube italiano, em 2008 foi convidado para a festa de 100 anos da Atalanta.

### Chegada ao Palmeiras e consagração
Foi pelo clube paulista que Evair conquistou o seu primeiro título por um clube e um dos pontos mais altos da sua carreira. Mas o seu começo no alviverde não foi fácil e o jogador chegou a ser afastado do elenco principal, em 1992, pelo treinador Nelsinho Baptista por "deficiência técnica".
| “ | Tinha acabado de voltar da Itália e sofri muito. Recebia os salários, mas não podia trabalhar. Foi, sem dúvida, uma situação deprimente. | ” |

O panorama mudou quando o Palmeiras contratou o técnico Otacílio Gonçalves, que trouxe o atacante de volta ao elenco principal. A volta ao elenco foi importante tanto para o jogador como para o clube. Em 1993, Evair foi um dos principais jogadores da histórica conquista do Campeonato Paulista, que o clube não vencia há 16 anos.  Na finalíssima da competição, disputada contra o Corinthians, marcou dois gols na vitória por 4 a 0 sobre o maior rival alviverde, sendo o último, o do título, por meio de cobrança de pênalti.
Ainda no mesmo ano, Evair foi campeão do Torneio Rio-São Paulo de 1993 e do Campeonato Brasileiro de 1993, sob o comando de Vanderlei Luxemburgo.
Em 1994, Evair viveu o ápice de sua carreira quando marcou 53 gols na temporada e conquistou os títulos do Campeonato Paulista e do Campeonato Brasileiro. As boas atuações pelo Palmeiras fizeram com que o jogador voltasse a ser convocado para a Seleção Brasileira, participando de amistosos e das Eliminatórias da Copa do Mundo, mas ele surpreendentemente não constou na lista final de jogadores convocados para a Copa do Mundo FIFA sediada nos Estados Unidos.

### Ida ao Japão e retorno ao Brasil para ser campeão
Ainda no final de 1994, Evair deixou o Brasil para jogar pelo Yokohama Flügels do Japão, por dois anos. César Sampaio e Zinho, eram seus companheiros de equipe e juntos conquistaram a Supercopa Asiática de 1995. O futebol no Japão ainda estava evoluindo e em 1997 o jogador decidiu que seria melhor voltar ao Brasil. Aceitou a proposta do Atlético Mineiro e regressou ao país para a disputa do Campeonato Mineiro. No segundo semestre desse ano ele trocou o clube mineiro pelo carioca Vasco da Gama. Onde a passagem foi curta, porém vitoriosa. Reeditou com Edmundo uma dupla de ataque fulminante que levou o tradicional clube carioca ao terceiro título nacional.
Em 1998, a Federação Paulista levou o atacante para a capital paulista e pagou parte de seus salários para jogar uma temporada pela Portuguesa. Evair chegou ao Canindé como a grande estrela da equipe e formou uma memorável dupla de ataque com Leandro Amaral, que estava iniciando a carreira. Liderada por sua dupla de ataque, a Lusa alcançou as semifinais do Campeonato Paulista, sendo eliminada em um polêmico empate com o Corinthians após a desastrosa atuação do árbitro argentino Javier Castrilli. Depois do Paulistão, a Portuguesa tinha a disputa do Campeonato Brasileiro pela frente. E foi mais uma boa campanha da equipe do Canindé no ano, goleadas impiedosas em adversários tradicionais: 5 a 2 no Botafogo e 7 a 2 no São Paulo e alcançou as semifinais, sendo eliminada pelo Cruzeiro.

### Volta ao Palmeiras e conquista da Libertadores
Após um ano na Portuguesa, o jogador recebeu uma proposta do Palmeiras e voltou ao clube paulista, onde conquistou a Copa Libertadores da América de 1999, escrevendo mais uma vez o seu nome na história do clube ao marcar um dos gols da final, cobrando pênalti.
No Palmeiras fez um total de 245 jogos e nestes marcou 126 gols, obtendo assim a excelente média de 0,52 gol por jogo, fato que lhe rendeu o apelido de "El Matador", dado pelos palestrinos, além de um lugar cativo nos corações alviverdes. É até hoje reverenciado como um dos melhores (senão o melhor) "camisa 9" que já jogou pelo clube.

### São Paulo, Goiás e Coritiba
No início de 2000, Evair teve então a oportunidade de defender o clube que o rejeitou quando ainda era jovem, o São Paulo. Pelo tricolor paulista apesar das poucas oportunidades e da desavença com o técnico Levir Culpi, foi campeão do Paulistão de 2000, e em julho, transferiu-se para o Goiás.
Em 2001, com 36 anos e ainda em condições para contribuir, Evair foi contratado pelo Coritiba. Permaneceu no clube por pouco menos de um ano, onde marcou 15 gols em 41 jogos. Ele ficou dois meses sem clube, até voltar para o Goiás para mais um ano.

### O fim da carreira como jogador
No ano de 2003 transferiu-se para o Figueirense. Foi nesse clube que Evair atingiu a marca de 100 gols em jogos válidos pelo Campeonato Brasileiro. Porém o jogador não chegou a cumprir todo o período de contrato, tendo rescindido a sua ligação com o clube catarinense em agosto. Evair sentiu que não poderia render o que esperavam dele e decidiu antecipar o fim da carreira, aproveitando também para se dedicar no tratamento de saúde do seu pai.

### O início como treinador
Quatro meses após encerrar a carreira como jogador, Evair teve a oportunidade de iniciar a carreira de treinador ao receber uma proposta do Vila Nova, de Goiás. Realizou sua primeira partida como treinador no dia 8 de fevereiro de 2004, em uma vitória por 1 a 0 contra a Anapolina.
O seu início foi bom, terminando a primeira fase do Campeonato Goiano de 2004 em 1º lugar e mais tarde garantindo uma vaga na final. Porém, após ganhar o primeiro jogo por 2 a 1, o Vila Nova perdeu o título ao ser derrotado por 3 a 0 para o CRAC.
Apesar da derrota Evair foi mantido no comando do time para a disputa da 2ª Divisão do Campeonato Brasileiro de 2004. Mas após um início prometedor onde chegou a estar na liderança, o Vila Nova caiu de produção e Evair foi demitido. Sob o seu comando o Vila Nova disputou no total 33 jogos (14 vitórias - 9 empates - 10 derrotas). Entretanto Evair manteve uma relação com o clube, chegando a trabalhar como olheiro na Copa São Paulo de Futebol Júnior.
Após trabalhar como olheiro, Evair passou um grande período preparando melhor a sua carreira de treinador, até que em 2007 acertou a sua ida para a Ponte Preta para exercer a função de auxiliar-técnico e coordenador das categorias de base, apesar dos protestos dos torcedores do clube que alegaram uma forte ligação com o rival Guarani.

### Volta ao comando técnico
Em 2008 foi contratado pelo Anápolis para a disputa do Campeonato Goiano de 2008, e novamente mostrou que é um competente treinador levando o time as semifinais do campeonato estadual, no qual quase conseguiu surpreender o Goiás.
Em 2009 comandou o CRAC na disputa do Campeonato Goiano, onde também desempenhou um bom trabalho, chegando novamente as semifinais do torneio, onde de novo foi eliminado pelo Goiás, desta vez com duas derrotas.
No ano de 2010 recebeu outra oferta do futebol goiano, e comandou o Itumbiara na disputa do campeonato estadual, entregando o cargo após derrotas. Ainda em 2010 comandou o Uberlândia.
Em 2011 trabalhou como auxiliar-técnico de Sérgio Guedes no Americana. A passagem, no entanto, foi curta; anunciados pelo clube do interior paulista em agosto, ambos foram demitidos em outubro.
Já no ano de 2012, foi contratado novamente pelo CRAC de Catalão para dar sequência ao trabalho de Lucho Nizzo, que havia sido demitido da equipe goiana.
Em 2014 dirigiu o River-PI no Campeonato Piauiense.

## Gols pela Seleção Brasileira
| Data                   |                                        |                        |         |        |                |      |
| Data                   | Competição                             | Local                  | Seleção | Placar | Adversário     | Gols |
| ---------------------- | -------------------------------------- | ---------------------- | ------- | ------ | -------------- | ---- |
| 5 de abril de 1987     | Amistoso                               | La Paz, Bolívia        | Brasil  | 2 – 2  | Bolívia        | 1    |
| 15 de abril de 1987    | Amistoso                               | La Paz, Bolívia        | Brasil  | 3 – 2  | The Strongest  | 1    |
| 10 de agosto de 1987   | Jogos Pan-Americanos de 1987           | Indianápolis, EUA      | Brasil  | 4 – 1  | Canadá         | 1    |
| 18 de agosto de 1987   | Jogos Pan-Americanos de 1987           | Indianápolis, EUA      | Brasil  | 1 – 0  | México         | 1    |
| 21 de agosto de 1987   | Jogos Pan-Americanos de 1987           | Indianápolis, EUA      | Brasil  | 2 – 0  | Chile          | 1    |
| 16 de abril de 1991    | Amistoso                               | Bréscia, Itália        | Brasil  | 8 – 1  | Inter de Milão | 3    |
| 5 de setembro de 1993  | Eliminatórias da Copa do Mundo de 1994 | Belo Horizonte, Brasil | Brasil  | 4 – 0  | Venezuela      | 1    |
| 17 de novembro de 1993 | Amistoso                               | Colônia, Alemanha      | Brasil  | 1 – 2  | Alemanha       | 1    |

## Títulos
Palmeiras
- Campeonato Paulista: 1993[31] e 1994[32]
- Campeonato Brasileiro: 1993 e 1994
- Torneio Rio–São Paulo: 1993
- Copa Libertadores da América: 1999

Yokohama Flügels
- Supercopa Asiática: 1995

Vasco da Gama
- Campeonato Brasileiro: 1997
- Troféu Bortolotti: 1997

São Paulo
- Campeonato Paulista: 2000

Seleção Brasileira
- Torneio Pré-Olímpico Sul-Americano: 1987
- Jogos Pan-Americanos: 1987

### Outras conquistas
Palmeiras
- Copa Lev Yashin: 1994
- Taça Nagoya: 1994
- Taça Valle d'Aosta: 1999

### Artilharias
Guarani
- Campeonato Paulista de 1988 (19 gols)

Palmeiras
- Campeonato Paulista de 1994 (23 gols)

### Recordes
- Jogador brasileiro que mais marcou gols no ano de 1994 (53 gols)
- Jogador estrangeiro com mais gols na história do Yokohama Flügels (39 gols)

## Aparições em videogames
| Jogos                                 | Plataformas                                                     |
| ------------------------------------- | --------------------------------------------------------------- |
| Sensible Soccer International Edition | Super Nintendo, Mega Drive, MS-DOS, Atari ST, Amiga, Amiga CD32 |
| Sensible World of Soccer              | Amiga, MS-DOS                                                   |
| J.League Soccer Prime Goal EX         | Arcade, PlayStation                                             |
| J.League Pro Soccer Club o Tsukurou!  | Sega Saturn                                                     |
| J.League Victory Goal '96             | Sega Saturn                                                     |
| J.League Excite Stage '96             | Super Nintendo                                                  |
| J.League '96 Dream Stadium            | Super Nintendo                                                  |
| J.League Jikkyou Winning Eleven '97   | PlayStation                                                     |
| Jikkyou J.League Perfect Striker      | Nintendo 64                                                     |
| FIFA 99                               | Microsoft Windows, PlayStation, Nintendo 64                     |
| FIFA 2000: Major League Soccer        | Microsoft Windows, PlayStation                                  |
| World Tour Soccer 2003                | PlayStation 2                                                   |